# 谷口裕信
谷口 裕信（たにぐち ひろのぶ、1975年 - ）は、日本の歴史学者。島根県大田市出身。日本近代史、地方行政史が専門。現在、皇學館大学文学部国史学科教授。

## 経歴
- 1994年3月 島根県立大田高等学校 卒業。
- 1998年3月 東京大学文学部歴史文化学科日本史学専修課程 卒業。
- 2000年1月～2001年3月 国立国会図書館 非常勤職員。
- 2000年3月 東京大学大学院人文社会系研究科日本文化研究専攻修士課程 修了。
- 2003年4月～2006年3月 関東短期大学こども学科 非常勤講師。
- 2006年3月 東京大学大学院人文社会系研究科日本文化研究専攻 博士課程 修了。
- 2006年4月～2012年3月 皇學館大学文学部国史学科 講師。
- 2012年4月～現在 皇學館大学文学部国史学科 准教授。
- 2013年4月～現在 皇學館大学 研究開発推進センター 史料編纂所 共同研究員。
- 2023年4月～現在 皇學館大学文学部国史学科 教授。

## 主要著書
『近代日本の地方行政と郡制』（吉川弘文館、2022年）ISBN　9784642039147

## 主要論文
- 『岩倉公実記』の編纂と古文書（『皇學館史學』2016.3；(31)：77-110）
- 郡の改変過程にみる近代日本の地方編制（博士論文 2006.3；1-185）

## 人物
- コーヒーが好物である。
- スーツ着用の際、サスペンダーを多用している。
- 地元でのあだ名は「ぐっつぁん」
- 小学生時代から「教授」と呼ばれていた。